# David Andersen
Pour les articles homonymes, voir Andersen.
David Emil Andersen, né le 23 juin 1980 à Carlton, dans l'État de Victoria est un joueur australien de basket-ball, évoluant aux postes de pivot et d'ailier fort.

## Biographie
Né à Melbourne d’une mère australienne et d’un père danois, David Andersen possède la double nationalité. Il a toutefois choisi de défendre les couleurs de son pays natal avec lequel il a remporté quatre titres de Champion d’Océanie (2003, 2005, 2007 et 2013). Formé aux Frankston Blues, un club de Melbourne, puis à l'Australian Institute of Sport, il signe avec les Wollongong Hawks avant de rejoindre l'Europe dès la saison suivante, évoluant en Italie avec le club de la Virtus Bologne. Il y remporte ses premiers titres dont l'Euroligue 2001. Après la banqueroute du club italien, il rejoint le Montepaschi Siena pour une saison avant de rejoindre la ligue russe au club du CSKA Moscou.
Il y remporte un deuxième titre européen en 2006, mettant ainsi fin à une série de deux victoires consécutives du Maccabi Tel-Aviv. L'année suivante, il atteint une nouvelle fois la finale de l'Euroligue 2006-2007, battu cette fois par le Panathinaïkos qui évolue à domicile.
En novembre 2010, il est envoyé en Louisiane chez les Hornets de la Nouvelle-Orléans en provenance des Raptors de Toronto, dans un échange comprenant cinq joueurs entre les deux franchises.
En janvier 2014, il signe à Strasbourg, dans le championnat français. Lors de son premier match avec Strasbourg, il compile 20 points à 8/10, 4 rebonds et 2 passes pour 22 d’évaluation en 23 minutes et commence par une victoire contre Le Mans, 86 à 79. En septembre 2014, Andersen signe un contrat de 2 ans avec un autre club du championnat français, l'ASVEL Lyon-Villeurbanne,. En septembre 2015, Qualifiés pour la finale de l’Appart City Cup dans la nouvelle salle métropolitaine de Nantes-Rezé la Salle de la Trocardière, ASVEL affronte le Limoges CSP qu'il battent (62-72) en finale.
En juillet 2016, Andersen signe un contrat de 2 ans avec Melbourne United, retournant en NBL pour la première fois depuis 1999,. Après avoir décliné une offre du club italien d'Avellino, il revient finalement à l'ASVEL en mars 2017 pour pallier la blessure d'Adrian Uter.
Il retourne en Australie à la suite de son expérience lyonnaise et devient champion d'Australie à l'issue de la saison 2017-2018 avec Melbourne United. L'année suivante, il rejoint le club de ses débuts, les Wollongong Hawks renommés depuis Illawarra Hawks.
En février 2019, Andersen revient à Strasbourg IG. Après avoir fini la saison en France, il retrouve son club de cœur des Illawarra Hawks.
En avril 2021, Andersen rejoint son club formateur, les Frankston Blues, qui évolue en deuxième division australienne (NBL1).
En octobre 2021, Andersen annonce prendre sa retraite sportive.

## Clubs successifs
- 1998-1999 :  Wollongong Hawks (NBL)
- 1999-2003 :  Virtus Bologne (LegA )
- 2003-2004 :  Montepaschi Sienne (LegA)
- 2004-2008 :  CSKA Moscou (Superligue)
- 2008-2009 :  FC Barcelone (Liga ACB)
- 2009-2010 :  Rockets de Houston (NBA)
- 2010-2011 :
  -  Raptors de Toronto (NBA)
  -  Hornets de la Nouvelle-Orléans (NBA)
- 2011-2012 :  Montepaschi Sienne (LegA)
- 2012-2013 :  Fenerbahçe Ülker (TBL)
- 2014 :  Strasbourg IG (Pro A)
- 2014-2016 :  ASVEL Lyon-Villeurbanne (Pro A)
- 2016-2017 :  Melbourne United (NBL)
- 2017 :  ASVEL Lyon-Villeurbanne (Pro A)
- 2017-2018 :  Melbourne United (NBL)
- 2018-2019 :  Illawarra Hawks (NBL)
- 2019 :  Strasbourg IG (Jeep Élite)
- 2019-2020 :  Illawarra Hawks (NBL)

## Palmarès

### Club
Ses titres dans les compétitions internationales sont :
- Vainqueur de l'Euroligue 2001, 2006, 2008
- Finaliste de l'Euroligue en 2007
- Vainqueur de la VTB United League 2008

En compétition nationale :
- Champion d'Italie
  - en 2001 avec Virtus Bologne
  - en 2004 avec Mens Sana Basket
- Vainqueur de la Coupe d'Italie
  - en 2001, 2002 avec Virtus Bologne
  - Vainqueur de la coupe d'Italie en 2012 avec Mens Sana Basket
- Supercoupe d'Italie 2011
- Champion de Russie 2005, 2006, 2007 2008
- Vainqueur de la Coupe de Russie 2005, 2006, 2007
- Champion d'Espagne 2009
- Coupe de Turquie 2013
- Champion de France en 2016
- Champion d'Australie en 2018

### Championnat d'Océanie de basket-ball
- Championnats d'Océanie 2005
  -  Médaille d'Or

### Distinctions personnelles
- Rookie of the Year NBL 1999
- Nommé dans le meilleur cinq de l'Euroligue 2004-2005.
- Désigné meilleur joueur (MVP) de la coupe d'Italie 2012
- Désigné meilleur joueur (MVP) de la coupe de Turquie 2013